# Loloanaa / Lolomoyo
Loloanaa / Lolomoyo is een bestuurslaag in het regentschap Gunungsitoli van de provincie Noord-Sumatra, Indonesië. Loloanaa / Lolomoyo telt 1067 inwoners (volkstelling 2010).